# Юсуф Дікеч
Юсуф Дікеч (тур. Yusuf Dikeç; нар. 1 січня 1973, Гексун, Кахраманмараш, Туреччина) — турецький спортивний стрілець, який спеціалізується на стрільбі з пістолета. Унтерофіцер турецької жандармерії у відставці та член спортивного клубу Jandarma Gücü. Виграв срібну медаль у міксі зі стрільби з пневматичного пістолета з 10 метрів на літніх Олімпійських іграх 2024 разом з товаришкою по команді Шеввалою Ілайдою Тархан.

## Ранні роки
Народився 1973 року в селі Тасолук району Гексун провінції Кахраманмараш. Після початкової рідної сільської школи здобув середню освіту в Гексуні. 1994 року вступив до Військової школи жандармерії в Анкарі. Після закінчення став капралом і вступив на службу в Мардіні. 1999 року вступив до Військової школи жандармерії. За рік закінчив навчання в званні сержанта. Прослужив рік у Стамбулі, а потім вступив до Jandarma Gücü в Анкарі, спортивного клубу турецької жандармерії.
2001 року почав займатися спортивною стрільбою. Відтоді виступає у військовій збірній, а також у національній збірній. Здобув освіту з фізичного виховання та спорту в Університеті Гази в Анкарі.

## Спортивна кар'єра
Неодноразовий чемпіон Туреччини та національний рекордсмен у різних категоріях стрільби з пістолета.
2006 року встановив новий світовий рекорд у стрільбі з пістолета центрального бою на 25 метрів на світовому чемпіонаті CISM Military World Championships, що проходив у Рені, Норвегія, набравши 597 очок.
Виграв бронзову медаль у стрільбі з пневматичного пістолета на дистанції 10 метрів на фіналі Кубка світу 2012 ISSF у Бангкоку, Таїланд.
Кваліфікувався для участі у стрільбі з пневматичного пістолета серед чоловіків, 10 м на літніх Олімпійських іграх 2012 року. Взяв участь у стрільбі з пістолета з 50 м, не пройшовши до фінального раунду.
На Чемпіонаті Європи 2013 року зі стрільби, який проходив в Осієку, Хорватія, з 21 липня до 4 серпня, двічі ставав золотим призером у змаганнях зі стандартним пістолетом, 25 м і пістолет центрального бою, 25 м. Виборов срібну медаль у стандартному командному заліку, 25 м з товаришами по команді Фатіхом Кавруком і Муратом Кілінчем і ще одну золоту медаль у командних змаганнях з пістолета центрального бою з 25 м. У змаганнях з 50 м, виграв срібну медаль разом з товаришами по команді Омером Алімоглу та Ісмаїлом Келешем.
На Чемпіонаті Європи зі стрільби 2021 року в Осієку разом з товаришами по команді Сердаром Демірелем й Ісмаїлом Келешем виборов бронзову медаль у стрільбі з пневматичного пістолета на дистанції 10 метрів.
З товаришкою по команді Шеввалою Ілайдою Тархан виграв срібну медаль у стрільбі з пневматичного пістолета на 10 метрів в міксі на Літніх Олімпійських іграх 2024 року в Парижі, Франція, поступившись у фіналі сербській команді Зорани Арунович і Даміра Мікеча. Відео його виступу стало вірусним через «удавану безтурботність» і «помітно невимушену атмосферу». У той час як більшість його суперників носили громіздкі великі навушники, щитки та високотехнологічні окуляри для стрільби, він був одягнений у футболку й носив окуляри, з ледь помітними затичками у вухах, і стріляв недбало з відьною рукою в кишені.

## Досягнення
| Рік                   | Змагання                                   | Місто                                  | Місце                 | Примітки                                 |                       |
| Представник Туреччина | Представник Туреччина                      | Представник Туреччина                  | Представник Туреччина | Представник Туреччина                    | Представник Туреччина |
| --------------------- | ------------------------------------------ | -------------------------------------- | --------------------- | ---------------------------------------- | --------------------- |
| 2003                  | Європейський чемпіонат військовослужбовців | Плзень, Чехія                          | 2                     |                                          |                       |
| 2004                  | Європейський чемпіонат військовослужбовців | Анкара, Туреччина                      | 2                     |                                          |                       |
| 2005                  | Середземноморські ігри                     | Альмерія, Іспанія                      | 2                     | пневматичний пістолет, 10 м              | 585                   |
| 2005                  | Балканські ігри                            | Румунія                                | 2                     |                                          |                       |
| 2006                  | Всесвітні ігри військовослужбовців         | Рена, Норвегія                         | 1                     | пістолет центрального бою, 25 м          | 597 WR                |
| 2007                  | Всесвітні ігри військовослужбовців         | Гайдарабад, Індія                      | 2                     | швидкісний пістолет, 25 м                |                       |
| 2007                  | Олімпійські ігри військовослужбовців       | Бразилія                               | 2                     |                                          |                       |
| 2010                  | Всесвітні ігри військовослужбовців         | Загреб, Хорватія                       | 3                     | пістолет центрального бою, 25 м          |                       |
| 2011                  | Чемпіонат світу зі стрільби                | Мюнхен, Німеччина                      | 1                     | пневматичний пістолет, 10 м              | 687.3                 |
| 2011                  | Чемпіонат світу зі стрільби                | Вроцлав, Польща                        | 3                     | пневматичний пістолет, 10 м              | 682.9                 |
| 2012                  | Чемпіонат світу зі стрільби                | Мюнхен, Німеччина                      | 3                     | пневматичний пістолет, 10 м              | 686.5                 |
| 2012                  | Чемпіонат світу зі стрільби                | Бангкок, Тайланд                       | 3                     | пневматичний пістолет, 10 м              | 684.5                 |
| 2012                  | Чемпіонат Європи                           | Фінляндія                              | 2                     | пістолет, 10 м                           |                       |
| 2012                  | Чемпіонат Європи                           | Фінляндія                              | 2                     | пістолет, 10 м команди                   |                       |
| 2013                  | Середземноморські ігри                     | Мерсін, Туреччина                      | 2                     | пневматичний пістолет, 10 м              | 577                   |
| 2013                  | Середземноморські ігри                     | Мерсін, Туреччина                      | 1                     | пістолет, 50 м                           | 555                   |
| 2013                  | Чемпіонат Європи                           | Осієк, Хорватія                        | 1                     | пістолет центрального бою, 25 м          | 590                   |
| 2013                  | Чемпіонат Європи                           | Осієк, Хорватія                        | 1                     | пістолет центрального бою, 25 м, команди | 1,741                 |
| 2013                  | Чемпіонат Європи                           | Осієк, Хорватія                        | 1                     | стандартний пістолет, 25 м               |                       |
| 2013                  | Чемпіонат Європи                           | Осієк, Хорватія                        | 2                     | стандартний пістолет, 25 м, команди      |                       |
| 2013                  | Чемпіонат Європи                           | Осієк, Хорватія                        | 2                     | пістолет, 50 м, команди                  | 1,665                 |
| 2014                  | Чемпіонат світу зі стрільби                | Гренада, Іспанія                       | 1                     | пістолет центрального бою, 25 м          | 588                   |
| 2014                  | Чемпіонат світу зі стрільби                | Гренада, Іспанія                       | 1                     | стандартний пістолет, 25 м               | 581                   |
| 2014                  | Чемпіонат світу зі стрільби                | Гренада, Іспанія                       | 2nd                   | пневматичний пістолет, 10 м              | 582                   |
| 2014                  | Чемпіонат світу зі стрільби                | Гренада, Іспанія                       | 3rd                   | пістолет центрального бою, 25 м, команди |                       |
| 2016                  | Чемпіонат Європи                           | Дьєр, Угорщина                         | 1                     | пістолет, 10 м                           |                       |
| 2018                  | Чемпіонат Європи                           | Дьєр, Угорщина                         | 1                     | пістолет, 10 м                           | 241.6                 |
| 2021                  | Чемпіонат Європи                           | Осієк, Хорватія                        | 3                     | пістолет, 10 м, команди                  |                       |
| 2022                  | Чемпіонат світу зі стрільби                | Каїр, Єгипет                           | 2                     | пневматичний пістолет, 10 м, команди     | 869                   |
| 2022                  | Чемпіонат світу зі стрільби                | Баку, Азербайджан                      | 3                     | пневматичний пістолет, 10 м, мікст       | 578                   |
| 2023                  | Чемпіонат світу зі стрільби                | Джакарта, Індонезія                    | 1                     | пневматичний пістолет, 10 м, команди     | 867                   |
| 2023                  | Європейські ігри                           | Краков-Малопольське воєводство, Польща | 2                     | пневматичний пістолет, 10 м, команди     |                       |
| 2023                  | Чемпіонат світу зі стрільби                | Баку, Азербайджан                      | 2                     | пневматичний пістолет, 10 м, мікст       | 581                   |
| 2024                  | Чемпіонат світу зі стрільби                | Мюнхен, Німеччина                      | 1                     | пневматичний пістолет, 10 м, мікст       | 580                   |
| 2024                  | Літні Олімпійські ігри                     | Париж, Франція                         | 2                     | пневматичний пістолет, 10 метрів (мікст) |                       |